# Poey-d’Oloron
Poey-d’Oloron település Franciaországban, Pyrénées-Atlantiques megyében. Lakosainak száma 165 fő (2022. január 1.). Poey-d’Oloron Aren, Géronce, Lucq-de-Béarn, Orin, Saucède és Verdets községekkel határos.

## Népesség
A település népességének változása:
| Lakosok száma | 166  | 170  | 176  | 166  | 165  | 164  | 163  | 164  | 165  |
|               | 2013 | 2015 | 2016 | 2017 | 2018 | 2019 | 2020 | 2021 | 2022 |